# Campo Formoso
Campo Formoso este un oraș în unitatea federativă Bahia (BA) din Brazilia.